# Kościół św. Jana Chrzciciela w Bukówku
Kościół pw. św. Jana Chrzciciela w Bukówku – rzymskokatolicki kościół filialny należący do dekanatu Białogard, diecezji koszalińsko-kołobrzeskiej, metropolii szczecińsko-kamieńskiej, w Bukówku, w województwie zachodniopomorskim.

## Historia
Świątynia została wybudowana pod koniec XVI w., a następnie przebudowano ją pod koniec XIX w.
W głównej części ołtarza znajduje się obraz Jezusa Miłosiernego autorstwa Adolfa Hyły. Był on zamówiony przez proboszcza parafii w Tychowie ks. Jana Mleczko wraz z innymi obrazami, które miały zostać umieszczone w nowo zbudowanych ołtarzach bocznych. W wyniku przebudowy i usunięcia ołtarzy w 1976 r. obrazy zostały zdjęte, a następnie schowane na strychu plebanii. Obraz Jezusa Miłosiernego trafił po latach do parafii w Dobrowie, a stamtąd do kościoła filialnego w Bukówku.